# Ruidera
Ruidera település Spanyolországban, Ciudad Real tartományban. Ruidera Alhambra, Argamasilla de Alba és Ossa de Montiel községekkel határos. Lakosainak száma 533 fő (2024).

## Népesség
A település népessége az elmúlt években az alábbi módon változott:
| Lakosok száma | 592  | 593  | 577  | 614  | 594  | 609  | 580  | 553  | 563  | 533  |
|               | 2001 | 2004 | 2006 | 2009 | 2011 | 2014 | 2016 | 2019 | 2021 | 2024 |